# کوه‌های تاترا

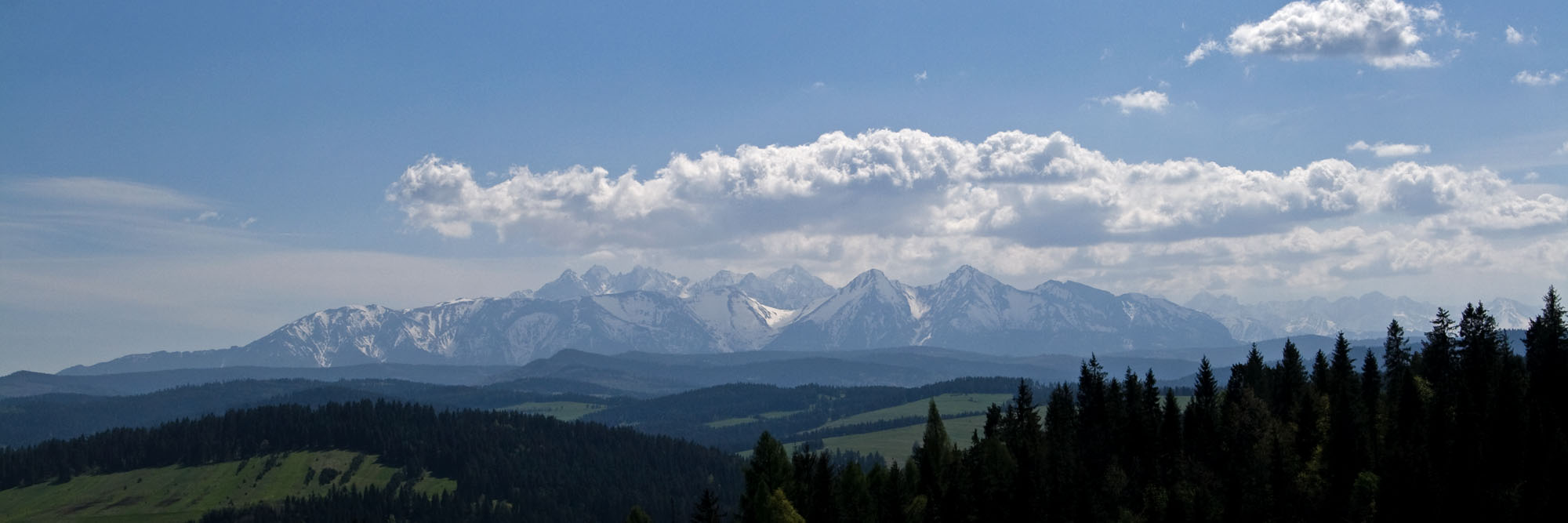
چشم‌انداز کوه‌های تاترا

کوه‌های تاترا (به لهستانی و اسلواکیایی: Tatry) رشته‌کوهی در اروپا است که مرز طبیعی میان اسلواکی و لهستان را تشکیل داده‌است. این کوه‌ها مساحتی برابر با ۷۸۵ کیلومتر مربع را در بر گرفته‌اند که بخش عمده‌ای از آن (۶۱۰ کیلومتر مربع) در اسلواکی و ۱۷۵ کیلومتر مربع از آن در لهستان جای دارد. بلندترین قلهٔ رشته‌کوه تاترا، قلهٔ گرلاچ است که با بلندی ۲٬۶۵۵ متر در اسلواکی واقع شده‌است. قله شمال غربی ریسی (۲٬۴۹۹ متر) نیز بلندترین نقطه تاترا در لهستان است. تاترا بلندترین رشته‌کوهِ کوه‌های کارپات است.

## رتبه‌بندی
- پارک ملی تاترای لهستان در رتبه‌بندی CNN مقام ۱۲ام را از آن خود کرد.
- روزنامه وال‌استریت ژورنال دریاچه Morskie Oko را به عنوان یکی از پنج دریاچه زیبای جهان معرفی کرد.